# Reinhard Schmitt
Reinhard Schmitt (* 1950 in Halle/Saale) ist ein deutscher Denkmalpfleger und Burgenforscher, der vor allem im Bereich des Bundeslandes Sachsen-Anhalt tätig ist.

## Leben
Reinhard Schmitt absolvierte ein  Studium der Klassischen und Provinzialrömischen Archäologie sowie der Ur- und Frühgeschichte an der Humboldt-Universität zu Berlin. Seit 1979 war Schmitt im Auftrag des Institutes für Denkmalpflege, Arbeitsstelle Halle, heute Landesamt für Denkmalpflege und Archäologie Sachsen-Anhalt, tätig.
Schmitt wurde 1990 am Landesamt für Denkmalpflege und Archäologie Sachsen-Anhalt als „Referatsleiter Bauforschung“ angestellt.  Zwischen 2004 und 2015 war er Sachgebietsleiter für Bauforschung im Landesamt für Denkmalpflege und Archäologie Sachsen-Anhalt. Von Reinhard Schmitt liegen zahlreiche Veröffentlichungen zu Burgen und Schlössern sowie zu Klöstern und Kirchen in Sachsen-Anhalt und darüber hinaus vor. Zu nennen wären vor allem die Neuenburg bei Freyburg, Querfurt, Eckartsburg, Allstedt, Goseck, Memleben, Havelberg, Jerichow, (Schul-)Pforte, Ilsenburg oder Posa.
Er ist langjähriges Vorstandsmitglied der Landesgruppe Sachsen-Anhalt der Deutschen Burgenvereinigung und als verantwortlicher Redakteur an der Herausgabe der Reihe Burgen und Schlösser in Sachsen-Anhalt tätig, von der bereits 26 Hefte (2017) vorliegen. Zudem hat er zusammen mit Dr. Wernfried Fieber (1940–2014) zahlreiche Artikel und Inventare zu Kleindenkmalen in Sachsen-Anhalt, insbesondere zu Bauernsteinen, veröffentlicht. Schmitt ist seit 2013 Mitglied der Historischen Kommission für Sachsen-Anhalt.
Reinhard Schmitt ist verheiratet und hat eine Tochter. Er lebt in Halle/Saale.